# Championnat du Kenya de football 2023-2024
Navigation
Saison précédente Saison suivante
La saison 2023-2024 du Championnat du Kenya de football est la soixantième édition de la première division au Kenya, organisée sous forme de poule unique, la Premier League, où toutes les équipes se rencontrent deux fois au cours de la saison. En fin de saison, les deux derniers du classement sont relégués et remplacés par les deux meilleurs clubs de National Super League, la deuxième division kényane.
Le club de Gor Mahia est le tenant du titre.

## Déroulement de la saison
Le tenant du titre, Gor Mahia termine de nouveau à la première du championnat et remporte son 21e titre de champion du Kenya, le club représentera le pays à la Ligue des champions de la CAF 2024-2025, tandis que le vainqueur de la Coupe du Kenya, Kenya Police, jouera la Coupe de la confédération 2024-2025.

## Les clubs participants
- AFC Leopards
- Sofapaka FC
- Ulinzi Stars FC
- Tusker FC
- Nzoia United FC
- Gor Mahia
- Nairobi City Stars
- Kakamega Homeboyz
- Bandari FC
- Posta Rangers FC
- Bidco
- Kenya Commercial Bank
- Kariobangi Sharks
- Wazito FC est renommé Muhoroni Youth FC[2].
- FC Talanta
- Kenya Police
- Muranga SEA - promu de D2
- Shabana FC - promu de D2

## Compétition
Le barème de points servant à établir le classement se décompose ainsi :
- Victoire : 3 points
- Match nul : 1 point
- Défaite : 0 point

### Classement
| Rang | Équipe                | Pts | J  | G  | N  | P  | Bp | Bc | Diff |
| ---- | --------------------- | --- | -- | -- | -- | -- | -- | -- | ---- |
| 1    | Gor Mahia T           | 73  | 34 | 21 | 10 | 3  | 48 | 20 | +28  |
| 2    | Tusker FC             | 65  | 34 | 20 | 5  | 9  | 47 | 26 | +21  |
| 3    | Kenya Police C        | 57  | 34 | 15 | 12 | 7  | 42 | 28 | +14  |
| 4    | Bandari FC            | 52  | 34 | 14 | 10 | 10 | 31 | 26 | +5   |
| 5    | AFC Leopards          | 51  | 34 | 13 | 12 | 9  | 32 | 23 | +9   |
| 6    | Nairobi City Stars    | 50  | 34 | 13 | 11 | 10 | 42 | 39 | +3   |
| 7    | Kariobangi Sharks     | 48  | 34 | 12 | 12 | 10 | 44 | 34 | +10  |
| 8    | Kakamega Homeboyz     | 48  | 34 | 12 | 12 | 10 | 33 | 28 | +5   |
| 9    | Posta Rangers FC      | 48  | 34 | 13 | 9  | 12 | 30 | 31 | -1   |
| 10   | Kenya Commercial Bank | 45  | 34 | 10 | 15 | 9  | 31 | 32 | -1   |
| 11   | Bidco                 | 44  | 34 | 11 | 11 | 12 | 36 | 38 | -2   |
| 12   | Ulinzi Stars          | 39  | 34 | 10 | 9  | 15 | 24 | 28 | -4   |
| 13   | Muranga SEA           | 38  | 34 | 9  | 11 | 14 | 28 | 34 | -6   |
| 14   | Shabana FC            | 38  | 34 | 10 | 8  | 16 | 38 | 45 | -7   |
| 15   | FC Talanta            | 37  | 34 | 8  | 13 | 13 | 35 | 48 | -13  |
| 16   | Sofapaka FC           | 36  | 34 | 9  | 9  | 16 | 39 | 53 | -14  |
| 17   | Muhoroni Youth FC     | 32  | 34 | 6  | 14 | 14 | 24 | 35 | -11  |
| 18   | Nzoia Sugar FC        | 22  | 34 | 5  | 7  | 22 | 24 | 60 | -36  |

|  | Qualification pour la Ligue des champions de la CAF 2024-2025                             |
|  | Qualification pour la Coupe de la confédération 2024-2025                                 |
|  | Relégation en National Super League                                                       |
|  | Qualifié pour les barrages de relégation                                                  |
|  | T : Tenant du titre C : Vainqueur de la Coupe du Kenya P : Promu de National Super League |

- Sofapaka FC remporte ses deux matchs contre le troisième de deuxième division, le Naivas FC, et se maintient en première division[3].

## Bilan de la saison
| Championnat du Kenya de football 2023-2024 |                       |
| Champion                                   | Gor Mahia (21e titre) |
| Coupes et trophées                         |                       |
| Vainqueur de la Coupe du Kenya 2023-2024   | Kenya Police          |
| Qualifications continentales               |                       |
| Ligue des champions de la CAF 2024-2025    | Gor Mahia             |
| Coupe de la confédération 2024-2025        | Kenya Police          |
| Promotions et relégations                  |                       |
| Promus en Premier League                   | Mara Sugar FC         |
| Promus en Premier League                   | Mathare United        |
| Relégués en National Super League          | Muhoroni Youth FC     |
| Relégués en National Super League          | Nzoia Sugar FC        |